# Antonio Durán (actor)
No confundir con el actor Antonio Durán "Morris".
Antonio Durán es un actor español activo entre los años 60 y 80 del siglo XX.

## Trayectoria artística
Antonio Durán inició su trayectoria como actor a principios de la década de 1960 y se prolongó hasta la década de 1980, entre su filmografía se encuentran varios títulos relacionados con el mundo de la zarzuela como Las golondrinas, Bohemios, El huésped del sevillano o La Revoltosa, en las que participaba como actor y era doblado por voces de cantantes líricos. Tras retirarse de los escenarios fue representante de artistas como Concha Velasco (desde 2005).

## Filmografía[5]
- Teresa de Jesús (1961)
- El amor de los amores (1962)
- Bochorno (1963)
- Anónima de asesinos (1966)
- Después del gran robo (1967)
- Las golondrinas (1968)
- Bohemios (1969)
- La revoltosa (1969)
- El huésped del sevillano (1970)
- La tonta del bote (1970)
- Aoom (1970)
- El caserío (1972)
- Al diablo, con amor (1973)
- Presagio (1975)
- Los cántabros (1980)
- Padre no hay más que dos (1982)
- Un Rolls para Hipólito (1983)